# Lijst van plaatsen in Griekenland
Hier volgt een alfabetische lijst met plaatsen in Griekenland, inclusief varianten of historische spelling ervan. Onder "plaatsen" kunnen in deze context steden, dorpen, archeologische sites, meren, bergen, rivieren, enzovoorts worden verstaan.

## A
- Achaia
- Acharnes
- Acheloos
- Achladi
- Acropolis
- Adele (plaats in Griekenland)
- Adhamas
- Aegina
- Aetolia en Acarnania
- Afandou
- Afrata
- Agalas
- Ag. Anargiri
- Ag. Barbara
- Ag. Dimitrios
- Ag. Ioannis Rentis
- Ag. Paraskevi
- Ag. Stefanos Egaleo
- Aghion Oros (schiereiland)
- Aghios Dimitrios
- Aghios Nikolaos
- Agia Fotia
- Agia Galini
- Agia Kyriaki
- Agia Marina
- Agia Pelagia
- Agia Roumeli
- Agia Sofia
- Agia Trias
- Agii Theodori
- Agioi Pantes
- Agiokambos Larissa
- Agios Dhimitrios
- Agios Efstratios
- Agios Kirkyos
- Agios Konstantinos
- Agios Nikolaos
- Agios Sostis
- Agrenion

- Agria
- Agrinio
- Agrinion
- Agrénion
- Agrínio
- Agrínion
- Ahaia
- Aharna
- Aharnai
- Aharnaí
- Aiyaleo
- Aiyion
- Aiyáleo
- Akhaia
- Akharnai
- Akharnaí
- Akoúmia
- Akropolis
- Akte
- Akti
- Akti Tzelepi
- Aktí
- Alexandroupoli
- Alexandroupolis
- Alexandroúpoli
- Alexandroúpolis
- Alfios
- Aliakmon
- Alimos
- Alindha
- Aliveri
- Almirida
- Alonissos
- Amarinthos
- Amarousion
- Amaroúsion
- Ambelaki
- Amfilochia

- Amfissa
- Amorgos
- Ampelokipa
- Ampelokipi
- Ampelokipoi
- Ampelókipa
- Ampelókipoi
- Amphilochia
- Amphissa
- Amvrakia
- Andravida
- Andros
- Anidri
- Ano Liosia
- Ano Vianos
- Anogia
- Anti-Paros
- Antikyra
- Antipaxi
- Aoos
- Apolakkia
- Apollonia
- Arachthos
- Arahtos
- Arakhtos
- Arcadia
- Archaia Korinthos
- Archanes
- Archangelos
- Argiroupolis
- Argolis
- Argos
- Argostoli
- Argostolion
- Argostóli
- Argostólion
- Argyroupoli
- Argyroupolis
- Argyroúpoli
- Arkadia

- Arkadía
- Arkitsa
- Armeni
- Aroania
- Arta
- Aryiroupoli
- Aryiroúpoli
- Asites
- Askifou-Ebene
- Asklipio
- Asomatos
- Aspronisi
- Aspropyrgos
- Assopos
- Astakos
- Astros
- Astypalea
- Atalanti
- Atena
- Athamanon Ori
- Athene
- Athina
- Athos
- Athína
- Attika (Attica, Attiki of Attikí)
- Avdira
- Avlaki
- Axios
- Ayia Marina
- Ayia Paraskevi
- Ayias Annas Bay
- Ayion Oros
- Ayios Anaryiros
- Ayios Anna Bay
- Ayios Dimitrios
- Ayios Nikolaos
- Ayiou Nikolaou
- Azogires

## B
- Bali
- Bassae
- Bassai

- Batsi
- Belphoi
- Ber

- Biotia
- Bistonis
- Boeotië

- Brauron
- Byron

## C
- Calamata
- Calithea
- Calithèa
- Candia
- Canea
- Cavala
- Cavalla
- Cephalonia

- Chaidári
- Chalandri
- Chalcidice (of Chalkidiki)
- Chalki
- Chalkida
- Chalkis
- Chalkís
- Chania

- Chersonissos
- Chios
- Chlemoutsi
- Cholargos
- Chora Sfakion
- Chrissoskalitissa
- Christoupolis
- Corcyra

- Corfu
- Corinthe
- Corinthe, kanaal van
- Cormos Kapari
- Cyclades
- Cyllene

## D
- Dafni
- Dalphoi
- Dedeagac
- Dedeagach
- Dedeagaç
- Delfi

- Delos
- Delphi
- Delphoi
- Derphoi
- Dhiavlos Steno
- Dimitsana

- Dionysos
- Dodekanesos
- Dodekanisos
- Dodekánisos
- Doiranis
- Dolphoi

- Domvrena
- Drama
- Dráma

## E
- Ebros
- Edessa
- Edhessa
- Edipsos
- Eghio
- Egina
- Elafonisi
- Elefsina
- Elefsis Port
- Eleftheres

- Eleusis
- Elis
- Elliniko
- Elos
- Elounda
- Embonia
- Enipefs
- Epidaurus
- Epídavros
- Epidavros

- Epirus
- Eretria
- Ermioni
- Ermoupoli
- Ermoupolis
- Ermoúpoli
- Ermoúpolis
- Etoloakarnania
- Euboea
- Euboia

- Evdilos
- Evia
- Evritania
- Evritanía
- Evros
- Evrotas
- Evrytania
- Evvoia

## F
- Falassarna
- Faliraki
- Faliro
- Faros
- Ferma
- Fikiada

- Finikas
- Finikounda
- Fira
- Fiskardo
- Flisvos
- Florina

- Flórina
- Fodele
- Fokida
- Fokis
- Fokís
- Folegandros

- Fourni
- Frangokastello
- Frati
- Fthiotis
- Fthiótis
- Fyra

## G
- Gaios
- Galatsi
- Galatsion
- Galaxidi
- Gallikos
- Galátsion
- Gamila
- Gavdos

- Gavrion
- Gastouni
- Genadi
- Georgioupolis
- Giona
- Glifada
- Glifáda
- Glossa
- Glyfa

- Glyfada
- Gortys
- Gournes
- Gouves
- Gouvia
- Grammos
- Gramvousa
- Grevena
- Grevená

- Guemuelcine
- Guemueljina
- Gumulcine
- Gumuljina
- Gythia
- Gythion
- Gümülcine
- Gümüljina

## H
- Hagion Oros
- Hagios Nikolaos
- Haidarion
- Haidárion
- Halandri
- Halandrion

- Halkida
- Halkidiki
- Halkidikí
- Halkída
- Halándri
- Halándrion

- Hania
- Haniá
- Hegoumenitsa
- Herakleion
- Heraklion
- Hermoupolis

- Hersonissos
- Hios
- Holargos
- Holargós
- Hydra
- Híos

## I
- Ialyssos
- Ianina
- Ídhra
- Idi
- Ierapetra
- Ierissos
- Igoemenitsa (Igoumenitsa,Igoumenítsa)
- Iliki

- Ilios
- Ilioupoli
- Ilioupolis
- Ilioúpoli
- Ilioúpolis
- Ilía
- Imathia
- Imathía
- Imbros

- Ioannina
- Ioanninon
- Ionische Eilanden
- Ios (eiland)
- Ioánnina
- Iraclion
- Irakleion
- Irakleous
- Iraklio

- Iraklion
- Irini
- Iráklion
- Iskece
- Istro
- Itea
- Ithaka

## J
- Janena

- Janina

- Jerápetra

## K
- Kaisariani
- Kalamai
- Kalamaki (Alimos)
- Kalamaki (Kreta)
- Kalamaki (Kileler)
- Kalamaki (Notio Pilio)
- Kalamaki (Lamia)
- Kalamaki (Thiva)
- Kalamaki (Zakynthos)
- Kalamaki (Argos-Mykene)
- Kalamaki (Messini)
- Kalamaki (Dytiki Achaia)
- Kalamaki (Kalavryta)
- Kalamaki (Andros)
- Kalamaria
- Kalamariá
- Kalamáta
- Kali Limenes
- Kalithea
- Kalithies
- Kalives
- Kallithea
- Kallithéa
- Kalloni
- Kalotiri
- Kalymnos
- Kalámai
- Kalámata
- Kalavryta
- Kamariotissa
- Kamena Vourla
- Kamilari
- Kamiros
- Kanaba
- Kandanos
- Karaferiye
- Karavos
- Kardamyla
- Kardhitsa
- Karditsa

- Kardítsa
- Kariai
- Kariaí
- Karistos
- Karlovassi
- Karpathos stad
- Karpenisi
- Karpenision
- Karpenissi
- Karpenísi
- Karpenísion
- Karteros
- Karyai
- Kastelli
- Kastellorizon
- Kastelorizo
- Kastoria
- Kastoría
- Kastro (Sifnos)
- Kastro (Andravida-Kyllini)
- Katakolon
- Katapola
- Katerini
- Kateríni
- Kattavia
- Kavala
- Kavalla
- Kavia
- Kavála
- Kaválla
- Kea
- Kefalinia
- Kefallinia
- Kefallinía
- Kefalonia
- Kefalos
- Keratsini
- Keratsinion
- Keratsínion
- Kerimoti

- Kerkini
- Kerkira
- Kerkyra
- Khaidarion
- Khaidhari
- Khalandrion
- Khalidhoniki
- ChalcidiceKhalkidiki
- Khalkis
- Khalkís
- Khalándrion
- Khania
- Khaniá
- Khios
- Khíos
- Kiato
- Kifisia
- Kifísia
- Kiklades
- Kikládes
- Kilkis
- Kilkís
- Kimolos
- Kiparissia
- Kissamos
- Kithira
- Knossos
- Koiladhia
- Kokkino Chorio
- Kolimbari
- Kolokithias
- Kolpos Kallonis
- Komotini
- Komotiní
- Korfoe
- Korfu
- Koridallos
- Koridallós

- Koridhallos
- Koridhallós
- Korinthe
- Korinthia
- Korinthos
- Korinthía
- Koroni
- Koronia
- Korydalos
- Kos
- Kostur
- Kotsifou
- Koukounaria
- Koundoura
- Kourtaliotiko-Sl.
- Koutoulafari
- Koutsounari
- Koutsouras
- Kozani
- Kozhani
- Kozáni
- Kranidi
- Kremasti
- Kreta
- Kriti
- Kritina
- Kritsa
- Kukus
- Kukush
- Kykladen
- Kyllini
- Kymassi
- Kyparissia
- Kypseli
- Kythnos
- Kérkira
- Kérkyra
- Kórinthos

## L
- Lacedaemon
- Laconia
- Ladiko
- Ladonas
- Laganas
- Lagos
- Lakedaimon
- Lakedaímon
- Lakki
- Lakmos
- Lakonia
- Lakonía
- Lamia
- Lampini
- Lamía
- Lardos
- Larisa

- Larissa
- Larymna
- Lassithi
- Lato
- Laurium
- Lavrio
- Lavrion
- Lebadeia
- Lefkada
- Lefka Ori
- Lefkandion
- Lefkimi
- Lentas
- Lerin
- Leros
- Lesbos
- Lesvos

- Leucas
- Leukas
- Levadeia
- Levadhia
- Levadia
- Levadía
- Levkada
- Lefkada
- Lefkáda
- Lefkás
- Levádhia
- Likavittos Heuvel
- Limena Hersonissos
- Limin Khanion
- Limin Sirou
- Limin Vatheos
- Limnes

- Limni
- Lindos
- LipsiKalymnos
- Lipsoi
- Lisimachia
- Lissos
- Livadhi
- Lixuri
- Louros
- Lousios-kloof
- Loutra
- Loutrá Aidhipsoú
- Loutrò
- Lárisa
- Lésvos

## M
- Macherádo
- Magnesia
- Magnessia
- Magnisia
- Magnisía
- Makedonia
- Makrigialos
- Makrigianni
- Malagari
- Malia
- Maltezana
- Mandoudi
- Mandraki
- Marathocampos
- Margarites
- Markopoulo
- Marousi
- Masari

- Matala
- Megali Prespa
- Meganisi
- Megara
- Megdovas
- Megisti
- Melampbes
- Melidoni
- Mesolongi
- Mesolongion
- Mesolóngion
- Messenia
- Messinia
- Messinía
- Mesta
- Metamorfosi
- Methana
- Methoni

- Methonis
- Metsovo
- Mikri Prespa
- Milaki
- Milatos
- Miliana
- Milos
- Mires
- Mirina
- Miriokefala
- Missolonghi
- Mithymna
- Mitilini
- Mitilíni
- Mitylene
- Mitylini
- Mochos
- Monemvasia

- Moni Agia Triada
- Moni Katholiko
- Moni Kera
- Monolithos
- Mornos
- Moschato
- Moudhros
- Mount Athos
- Mourtos
- Moutsouna
- Myconos
- Mykonos
- Myrina
- Mystras
- Mytilini
- Mytilini
- Mytilène
- Mílos

## N
- Nafpaktos
- Nafplio
- Nauplia
- Nauplion
- Navarinou
- Navpaktos
- Navplio
- Navplion
- Navstathmos
- Naxos

- Nea Filadelfia
- Nea Ionia
- Nea Karvali
- Nea Liosia
- Nea Makri
- Nea Michaniona
- Nea Moudania
- Nea Peramos
- Nea Psara
- Nea Smirni

- Neapoli
- Neapolis
- Neos Marmaras
- Nestos
- Neápoli
- Neápolis
- Nidry
- Nikaia
- Nisiros
- Nissyros

- Návplio
- Návplion
- Néa Ionía
- Néa Liósia
- Néa Smírni
- Níkaia
- Nysiros

## O
- Oinousses
- Olympía

- Olympia
- Olympos

- Oropos
- Osios Loukas

- Othoni
- Ouranoupolis

## P
- Pachi
- Pagrati
- Pahi Bay
- Pahia Ammos
- Palaiokastritsa
- Palaion Faliron
- Palaión Fáliron
- Palekastro
- Paleochora
- Pallini
- Palourion
- Panormo
- Panormos (Kreta)
- Papagou
- Paradisi
- Parnassus
- Paros
- Patisia
- Patmos
- Patra
- Patrai
- Patras
- Paxi
- Peiraias
- Peiraías

- Pelagos
- Pella
- Peloponnesos
- Peloponnisos
- Peloponnesus
- Perama
- Pérama
- Perama Geras
- Peristeri
- Peristerion
- Peristéri
- Peristérion
- Petaloudes
- Petra
- Petron
- Petroupoli
- Petroupolis
- Petroúpoli
- Pevko
- Phaistos
- Phocis
- Phokis
- Phtiotis
- Phyra Bay
- Pieria

- Piería
- Pilion
- Pinakates
- Pindos
- Pinios
- Piraea
- Piraeus
- Pireas
- Pireus
- Pireás
- Pirgos
- Pithagorion
- Pitsidia
- Plakias
- Platamonas
- Platanias
- Platigiali Astakos
- Plimiri
- Plomari
- Polichnitos
- Poliyiros
- Polyghyros
- Políyiros
- Polonia
- Poros

- Port Germeno
- Porthmos Evripou
- Porto Lago
- Portokhelion
- Preveli
- Prevesa
- Preveza
- Prevezi
- Prinos
- Préveza
- Psiloritis
- Psinthos
- Psychiko
- Pteleós
- Pylos
- Pyrgos
- Pátra
- Pátrai
- Pélla
- Pírgos
- Pytho
- Python

## R
- Rafina
- Raftis
- Rethimni
- Rethimnon
- Rethymno

- Rethymnon
- Rethímni
- Revithoussa
- Rhinia
- Rhodos

- Rhodope
- Rodos
- Rio
- Rodi
- Rodopi

- Rodos
- Rodópi
- Réthimnon
- Réthymno
- Ródos

## S
- Sakiz-Adasi
- Sakizadasi
- Salakos
- Salamina
- Salamis
- Salamís
- Salonica
- Salonika
- Salonike
- Saloniki
- Samaria kloof
- Sami
- Samos
- Samothraki
- Santa Maura
- Santorini
- Saronikos-Kythira
- Saruna
- Scio

- Scopelos
- Scío
- Selanik
- Selia de Sus
- Selinari
- Selânik
- Sere
- Seres
- Serifos
- Serra
- Serrai
- Serres
- Sifnos
- Sigri
- Simi
- Sises
- Sisi
- Sitia
- Sivota Baai

- Skantzoura
- Skaramanga
- Skiathos
- Skopelos
- Skyros
- Skála
- Smolikas
- Solun
- Sorini
- Souda Baai
- Sougia
- Sounion
- Sparta
- Spartakhori
- Sparte
- Sparti
- Sperchios
- Spetsai
- Spili

- Spinalonga
- Sporaden
- Spárti
- St. George's Baai
- Stalis
- Stegna
- Stemnitsa
- Stilís
- Stratoni
- Strymonas
- Stylida
- Stómion
- Syros
- Syvota
- Sámos
- Sérra
- Sérrai

## T
- Tavros
- Taygetos
- Teménia
- Tembi
- Tempe
- Terpsithea
- Thasos
- Theologos
- Thesprotia
- Thesprotía

- Thessalia
- Thessalonike
- Thessaloniki
- Thessaloníki
- Thiamis
- Thira
- Thirasia
- Thisio
- Thracië
- Thrapsano

- Thyra
- Tilos
- Tinos
- Trichonis
- Trikala
- Trikkala
- Tripoli
- Tripolis
- Tríkala
- Trípoli

- Trípolis
- Troizen
- Troezen
- Trizina
- Tsambika
- Tsingeli
- Tymfi
- Tymfristos
- Tzermiado

## V
- Vai
- Vardaris
- Vardoussia
- Vari
- Varnous
- Vasses
- Vassiliki Baai
- Vathi
- Vathy

- Vegoritis
- Veria
- Veroia
- Verria
- Verroia
- Viron
- Vlikho
- Voden

- Voiotia
- Voiotiá
- Vólimes
- Volos
- Volvi
- Voras
- Voudia Baai
- Vouliagmeni
- Vouraïkos-kloof

- Voutas
- Vraona
- Vravrona
- Vrisakia
- Véroia
- Vérroia
- Víron
- Vólos

## X
- Xánthi
- Xerokampos
- Xánthi

## Y
- Yali
- Yannina
- Yerakini

## Z
- Zakinthos
- Zákynthos
- Zante

- Zanti
- Zaros
- Zea

- Zografos
- Zografou
- Zográfos

- Zákinthos

## geaccentueerd
- Áitoloakarnanía
- Ámfissa
- Árta

- Áyia Paraskeví
- Áyion Óros
- Áyios Anaryiros

- Áyios Dimítrios
- Áyios Nikólaos
- Édessa

- Édhessa
- Évros
- Évvoia